# Brigitte Nijman
Brigitte Nijman, officiële naam Brigit Nijman (Den Haag, 12 juli 1970), is een Nederlands zangeres, musicalactrice en stemactrice.

## Loopbaan

### Opleiding
Nijman studeerde in 1993 af aan de Academie voor Lichte Muziek in Hilversum. Aansluitend volgde ze een jaar lang de vooropleiding van het Rotterdams Conservatorium. Die studie kreeg geen vervolg, omdat Nijman koos voor een baan bij theatergroep Jeans.

### Televisie
- Presentatrice bij Call Girls, Call TV, Veronica (1996)
- Gastrol Zo ken ik iemand, KRO (2000)
- Gastrol Luifel & Luifel, SBS6 (2000)
- Deelneemster De Alleskunner VIPS, SBS6 (2023)
- Deelneemster De Alleskunner VIPS Kerstspecial, SBS6 (2024)

### Tekenfilms en nasynchronisatie
- Hercules (1997)
- De koning en ik (1999)
- Oliver Twist (1998-2002)
- Tweenies (1e seizoen)
- Total Drama Island (2009)
- Space Chimps 2 (2010)

## Theater
| Theaterproductie                                 | Rol                                       | Producent & jaar                                 |
| ------------------------------------------------ | ----------------------------------------- | ------------------------------------------------ |
| The Full Monty                                   | Vicky Steenstra                           | De Graaf & Cornelissen Entertainment / 2017-2018 |
| Ciske de Rat                                     | Tante Jans                                | Stage / 2016-2017                                |
| Katharina Ballerina                              | Sandra                                    | De Zonnebloem / 2012-2013                        |
| Haar                                             | Zangeres & vertelster met Laura Vlasblom  | M-Lab / 2012                                     |
| No way to treat a lady                           | Lara Steen                                | M-Lab / 2009                                     |
| A tribute to the Bee Gees                        | Soliste                                   | Stay Tuned / 2008                                |
| Musicals to the max                              | Soliste                                   | Opus One / 2007-2008                             |
| Goud (Willeke Alberti 50 jaar in het vak)        | Soliste                                   | Opus One / 2006-2007                             |
| Pietje Bell de musical                           | Martha Bell                               | Ruud de Graaf / 2005-2006                        |
| Kunt u me de weg naar Hamelen vertellen, meneer? | Lidwientje Walg                           | V&V Entertainment / 2004                         |
| Onder ons                                        | Lonneke                                   | De Zonnebloem / 2003-2004                        |
| Sinatra That's Life                              | Mia Farrow & Nancy Sinatra Jr.            | American Songbook Productions & IMM / 2002-2003  |
| Grace                                            | Understudy Grace Kelly (3x per week)      | Maaster Theaterprodukties B.V. / 2001-2002       |
| The Dancing Queens, A Tribute to Abba            | Agnetha                                   | Work in Progress & ShowbizCity / 1998-1999       |
| Grease                                           | Sandy                                     | Stardust Theatre BV / 1997-1998                  |
| The Sound of Music                               | Ensemble & understudy Maria von Trapp     | Koninklijk Ballet van Vlaanderen / 1997          |
| Evita                                            | Ensemble & understudy Evita (1x per week) | Joop van den Ende Theaterproducties / 1996-1997  |
| Theatergroep Jeans                               | Leadzangeres bij Jeans 3, 4 & 5           | Stichting Jeans / 1992-1996                      |

## Discografie

### Singles
- De mooiste dag (NRGY Music, 2012)
- Verslaafd aan jou (NRGY Music, 2013)
- Altijd laat (NRGY Music, 2013)
- Hou me vast (voor ik val) (Cloud 9 Music, 2014)
- Alleen is maar alleen (Cloud 9 Music, 2014)
- Zonder jou (Cloud 9 Music, 2014)
- Moeder ongekend (Cloud 9 Music, 2015)

## Privéleven
Nijman werd geboren in het ziekenhuis van Scheveningen en groeide op in Nieuwerkerk aan den IJssel. In 2010 trad Nijman in Amsterdam in het huwelijk.

## Overig
- Samen met muzikant Cor Bakker treedt Nijman geregeld op met een zelf samengesteld liedjesprogramma van lichte muziek.
- In het Orkest van de Koninklijke Luchtmacht werkte Nijman als leadzangeres in de voorstellingen On the Air (1994-1995), Going Dutch (2000), Songfestival in Concert (2005) en Going Dutch 2 (2008).
- Met het theatrale schlagertrio Heidi und die Heino's is Nijman sinds 2003 met Tony Neef en Rolf Koster actief op evenementen en feesten. In 2013 was deze act te zien als publieksopwarmer in de 'fanzone' van De Toppers.
- In 2013 is Nijmans tweede single Verslaafd aan jou genomineerd als 'Beste Nieuwkomer' bij de Hollandse muziekwebsite Sterren.nl.[2]
- In de lente van 2013 werd besloten de tweede single Verslaafd aan jou ook in België uit te brengen.